# Wahlen 1964
◄◄ | ◄ | 1960 | 1961 | 1962 | 1963 | Wahlen 1964 | 1965 | 1966 | 1967 | 1968 | ► | ►►

Weitere Ereignisse
Die Liste der Wahlen 1964 umfasst Parlamentswahlen, Präsidentschaftswahlen, Referenden und sonstige Abstimmungen auf nationaler und subnationaler Ebene, die im Jahr 1964 weltweit abgehalten wurden.

## Termine
| Land                   | Datum               | Link zur Wahl 1964                                  | Link zur vorigen Wahl | Bemerkungen                                |
| ---------------------- | ------------------- | --------------------------------------------------- | --------------------- | ------------------------------------------ |
| Dahomey                | 5. Januar           | Verfassungsreferendum in Dahomey                    |                       |                                            |
| Nordrhodesien          | 20.–21. Jan.        | Parlamentswahlen in Nordrhodesien                   |                       | Letzte Wahl vor der Unabhängigkeit Sambias |
| Ghana                  | 23.–31. Jan.        | Referendum in Ghana                                 |                       | Einführung eines Ein-Parteien-Systems      |
| Griechenland           | 16. Februar         | Parlamentswahl in Griechenland                      | 1963                  |                                            |
| Österreich             | 22. März            | Landtagswahl im Burgenland                          | 1960                  |                                            |
| Somalia                | 30. März            | Parlamentswahl in Somalia                           | 1960                  |                                            |
| BR Deutschland         | 26. April           | Landtagswahl in Baden-Württemberg                   | 1960                  |                                            |
| Österreich             | 26. April           | Landtagswahl in Salzburg                            | 1959                  |                                            |
| Luxemburg              | 7. Juni             | Kammerwahl                                          | 1959                  |                                            |
| Türkei                 | 7. Juni             | Wahl zum Senat der Türkei                           | 1961                  |                                            |
| Kongo-Kinshasa         | 25. Juni – 10. Juli | Verfassungsreferendum in Kongo-Léopoldville         |                       |                                            |
| BR Deutschland         | 1. Juli             | Wahl des deutschen Bundespräsidenten                | 1959                  |                                            |
| Chile                  | 4. September        | Präsidentschaftswahl in Chile                       |                       | [ 1 ] [ 2 ]                                |
| San Marino             | 13. September       | Parlamentswahl in San Marino                        | 1959                  |                                            |
| Schweden               | 20. September       | Wahl zum Schwedischen Reichstag                     | 1960                  |                                            |
| Dänemark               | 22. September       | Folketingswahl                                      | 1960                  |                                            |
| Vereinigtes Königreich | 15. Oktober         | Britische Unterhauswahl                             | 1959                  |                                            |
| Österreich             | 18. Oktober         | Landtagswahl in Vorarlberg                          | 1959                  |                                            |
| BR Deutschland         | 25. Oktober         | Kommunalwahlen in Hessen                            | 1960                  | [ 3 ]                                      |
| BR Deutschland         | 25. Oktober         | Kommunalwahlen im Saarland                          | 1960                  |                                            |
| BR Deutschland         | 25. Oktober         | Kommunalwahlen in Rheinland-Pfalz                   | 1960                  |                                            |
| Österreich             | 25. Oktober         | Landtagswahl in Niederösterreich                    | 1959                  |                                            |
| Österreich             | 25. Oktober         | Landtags- und Gemeinderatswahl in Wien              | 1959                  |                                            |
| Vereinigte Staaten     | 3. November         | Präsidentschaftswahl in den Vereinigten Staaten     | 1960                  |                                            |
| Vereinigte Staaten     | 3. November         | Wahl zum Senat der Vereinigten Staaten              | 1962                  |                                            |
| Vereinigte Staaten     | 3. November         | Wahl zum Repräsentantenhaus der Vereinigten Staaten | 1962                  |                                            |
| Italien                | 15. November        | Landtagswahl in Südtirol                            | 1960                  |                                            |
| Guyana                 | 7. Dezember         | Parlamentswahl in Guyana                            |                       | [ 4 ]                                      |